# Saana
Saana je hora v severozápadním Laponsku ve Finsku, posvátná hora Sámů. S nadmořskou výškou 1029 metrů patří mezi finské tisícovky. Tyčí se 556 metrů nad hladinou přilehlého jezera Kilpisjärvi.
Saana je populárním turistickým cílem, výchozím místem pro její zdolání je vesnice Kilpisjärvi u stejnojmenného jezera. Na vrchol vedlo dřevěné schodiště, které bylo roku 2019 pro větší bezpečnost nahrazeno kamenným. Na vrcholu se nachází kamenná mohyla s vrcholovou knihou a televizní vysílač. Vládne zde tundrové podnebí. Na jihozápadním svahu byla vyhlášena přírodní rezervace, kde roste pěnišník laponský a žije v ní vzácný motýl Agriades glandon. K hoře se vztahuje legenda o obrech jménem Saana a Malli, známá z populární písně zpěvačky Taisky.
V rámci oslav stého výročí finské nezávislosti byla v noci ze 4. na 5. prosince 2017 hora nasvícena modrým světlem. Osvícená plocha zaujímala 350 fotbalových hřišť a šlo o největší světelnou uměleckou instalaci na světě.

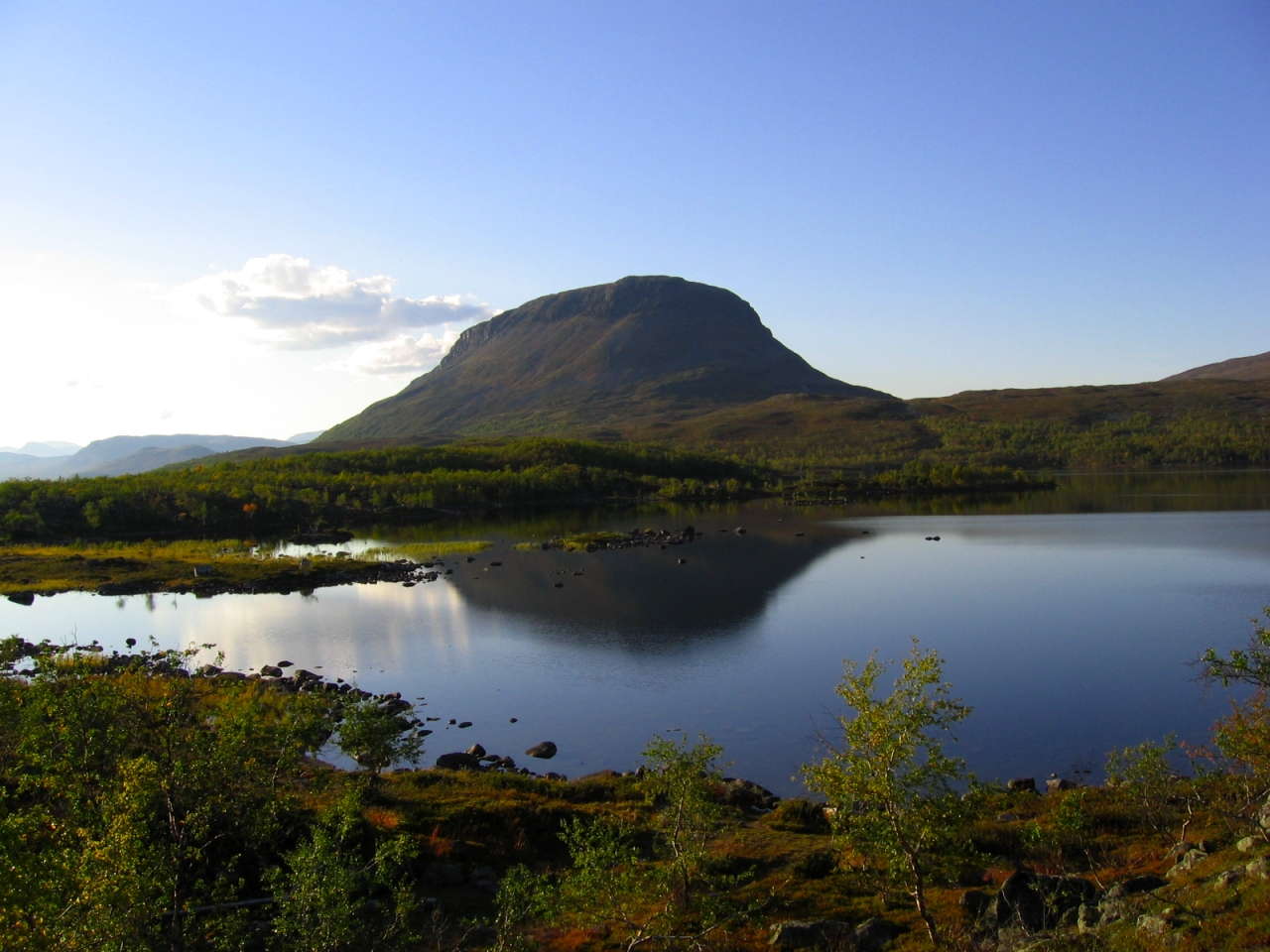
Saana od jezera Tsahkaljärvi

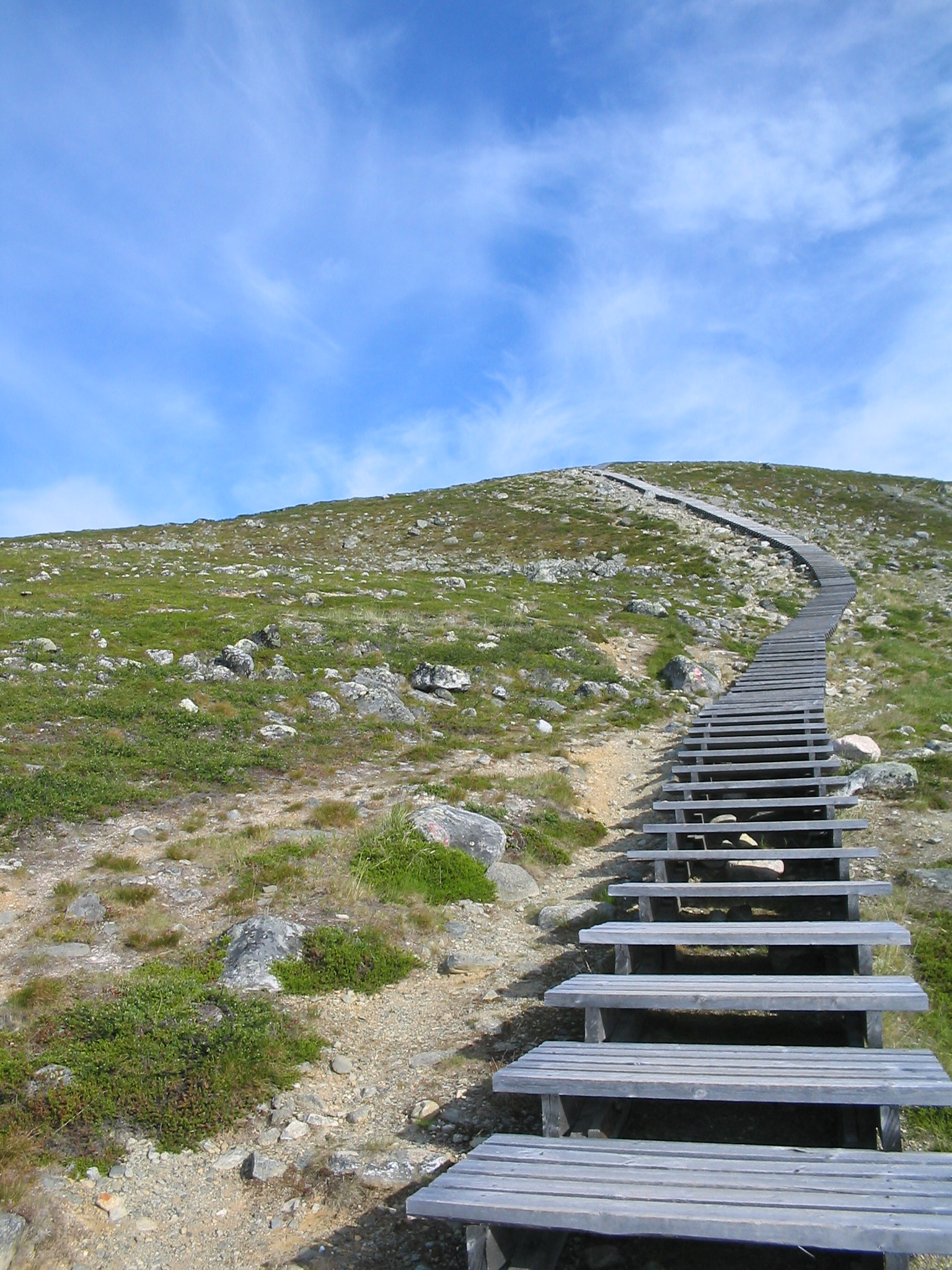
Schody na Saanu

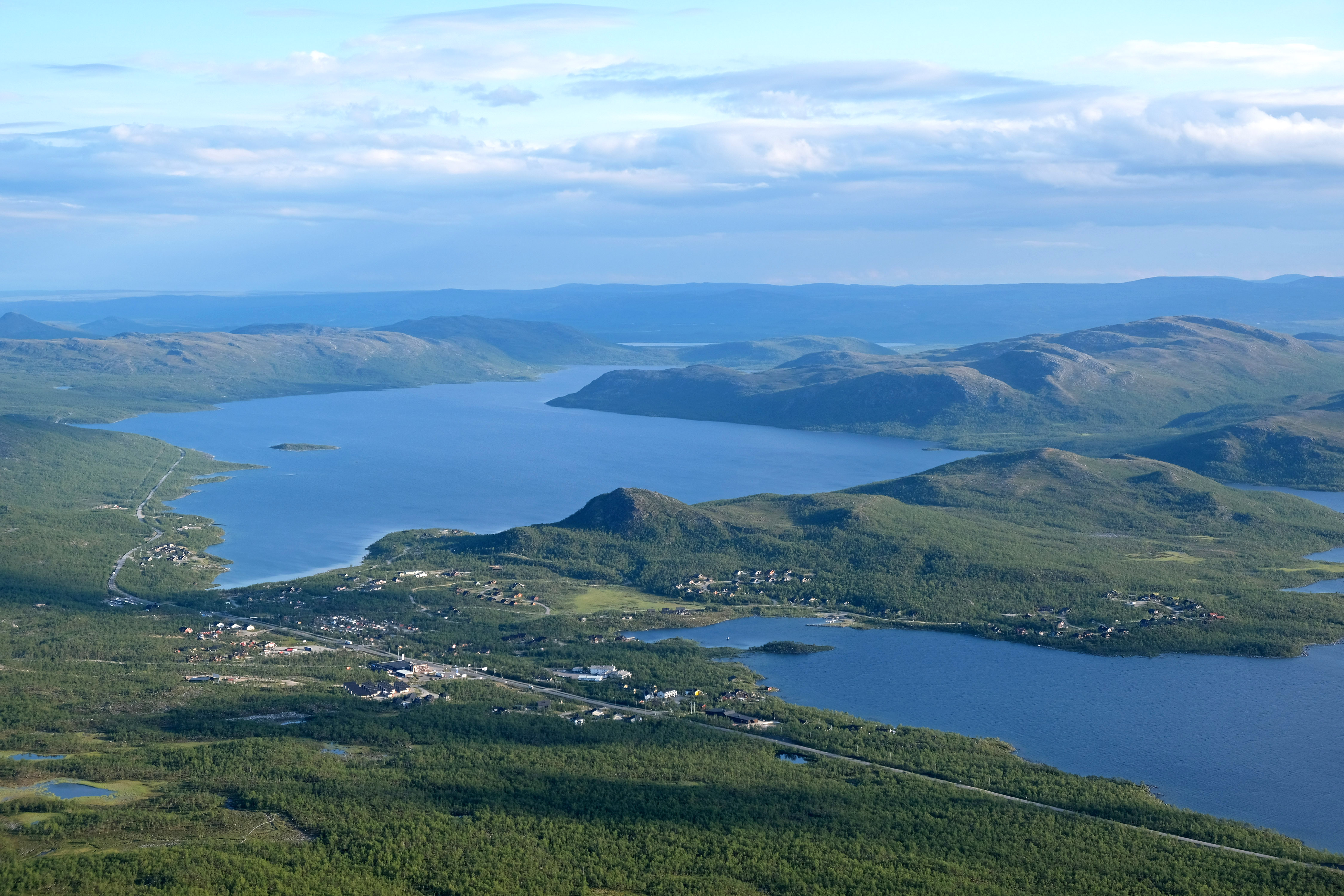
Pohled z vrcholu na Kilpisjärvi